# Suganuma Shunya
Suganuma Shunya (菅沼 駿哉 Suganuma Shun'ya, sinh ngày 17 tháng 5 năm 1990) là một cầu thủ bóng đá người Nhật Bản thi đấu cho Gamba Osaka ở J1 League.

## Sự nghiệp
Anh là thành viên của đội tuyển Nhật Bản tham dự Bóng đá tại Đại hội Thể thao Đông Á 2009. Anh ra mắt tại Giải vô địch bóng đá các câu lạc bộ châu Á 2010.

## Thống kê câu lạc bộ
Cập nhật đến ngày 11 tháng 6 năm 2018.
| Thành tích câu lạc bộ | Thành tích câu lạc bộ | Thành tích câu lạc bộ | Giải vô địch | Giải vô địch | Cúp                   | Cúp                   | Cúp Liên đoàn | Cúp Liên đoàn | Châu lục | Châu lục  | Tổng cộng | Tổng cộng |
| Mùa giải              | Câu lạc bộ            | Giải vô địch          | Số trận      | Bàn thắng    | Số trận               | Bàn thắng             | Số trận       | Bàn thắng     | Số trận  | Bàn thắng | Số trận   | Bàn thắng |
| Nhật Bản              | Nhật Bản              | Nhật Bản              | Giải vô địch | Giải vô địch | Cúp Hoàng đế Nhật Bản | Cúp Hoàng đế Nhật Bản | Cúp Liên đoàn | Cúp Liên đoàn | Châu Á   | Châu Á    | Tổng cộng | Tổng cộng |
| --------------------- | --------------------- | --------------------- | ------------ | ------------ | --------------------- | --------------------- | ------------- | ------------- | -------- | --------- | --------- | --------- |
| 2009                  | Gamba Osaka           | J1                    | 0            | 0            | 0                     | 0                     | 0             | 0             | 0        | 0         | 0         | 0         |
| 2010                  | Gamba Osaka           | J1                    | 0            | 0            | 0                     | 0                     | 0             | 0             | 1        | 0         | 1         | 0         |
| Tổng cộng             | Tổng cộng             | Tổng cộng             | 0            | 0            | 0                     | 0                     | 0             | 0             | 1        | 0         | 1         | 0         |
| 2011                  | Roasso Kumamoto       | J2                    | 17           | 0            | 1                     | 0                     | –             | –             | –        | –         | 18        | 0         |
| Tổng cộng             | Tổng cộng             | Tổng cộng             | 17           | 0            | 1                     | 0                     | –             | –             | –        | –         | 18        | 0         |
| 2012                  | Jubilo Iwata          | J1                    | 21           | 1            | 3                     | 0                     | 6             | 0             | –        | –         | 30        | 1         |
| 2013                  | Jubilo Iwata          | J1                    | 16           | 1            | 2                     | 0                     | 4             | 0             | –        | –         | 22        | 1         |
| 2014                  | Jubilo Iwata          | J2                    | 17           | 0            | 2                     | 0                     | –             | –             | –        | –         | 19        | 0         |
| Tổng cộng             | Tổng cộng             | Tổng cộng             | 54           | 2            | 7                     | 0                     | 10            | 0             | –        | –         | 71        | 2         |
| 2015                  | Kyoto Sanga           | J2                    | 34           | 1            | 3                     | 0                     | –             | –             | –        | –         | 37        | 1         |
| 2016                  | Kyoto Sanga           | J2                    | 40           | 1            | 1                     | 0                     | –             | –             | –        | –         | 41        | 1         |
| Tổng cộng             | Tổng cộng             | Tổng cộng             | 74           | 2            | 4                     | 0                     | –             | –             | –        | –         | 78        | 2         |
| 2017                  | Montedio Yamagata     | J2                    | 40           | 0            | 0                     | 0                     | –             | –             | –        | –         | 40        | 0         |
| Tổng cộng             | Tổng cộng             | Tổng cộng             | 40           | 0            | 0                     | 0                     | –             | –             | –        | –         | 40        | 0         |
| 2018                  | Gamba Osaka           | J1                    | 2            | 0            | 0                     | 0                     | 3             | 0             | –        | –         | 5         | 0         |
| Tổng cộng             | Tổng cộng             | Tổng cộng             | 2            | 0            | 0                     | 0                     | 3             | 0             | –        | –         | 5         | 0         |
| Tổng cộng sự nghiệp   | Tổng cộng sự nghiệp   | Tổng cộng sự nghiệp   | 187          | 4            | 12                    | 0                     | 13            | 0             | 1        | 0         | 213       | 4         |

Thành tích đội dự bị
Cập nhật gần đây nhất: 11 tháng 6 năm 2018
| Thành tích câu lạc bộ | Thành tích câu lạc bộ | Thành tích câu lạc bộ | Giải vô địch | Giải vô địch | Tổng cộng | Tổng cộng |
| Mùa giải              | Câu lạc bộ            | Giải vô địch          | Số trận      | Bàn thắng    | Số trận   | Bàn thắng |
| Nhật Bản              | Nhật Bản              | Nhật Bản              | Giải vô địch | Giải vô địch | Tổng cộng | Tổng cộng |
| --------------------- | --------------------- | --------------------- | ------------ | ------------ | --------- | --------- |
| 2018                  | U-23 Gamba Osaka      | J3                    | 5            | 1            | 5         | 1         |
| Tổng cộng sự nghiệp   | Tổng cộng sự nghiệp   | Tổng cộng sự nghiệp   | 5            | 1            | 5         | 1         |